# Tuvalu Christmas Cup
Der Christmas Cup ist ein jährlich seit 2010 durch den  Tuvaluischer Fußballverband ausgetragener Fußball-Wettbewerb. Er wird für die Herren in zwei Divisionen A und B sowie für Damen ausgetragen.

## Herren

### Division A

#### Endspiele
| Saison | Sieger        |   | Zweiter       | Endergebnis |
| ------ | ------------- | - | ------------- | ----------- |
| 2010   | FC Tofaga     | – | Lakena United | 1:0         |
| 2011   | Lakena United | – | Nauti FC      | 3:2         |
| 2012   | FC Manu Laeva | – | FC Tofaga     | 1:0         |
| 2013   | FC Manu Laeva | – | FC Tofaga     | 2:1         |

#### Statistik
| Verein        | Siege | Jahre      |
| FC Manu Laeva | 2     | 2012, 2013 |
| Lakena United | 1     | 2011       |
| FC Tofaga     | 1     | 2010       |

### Division B

#### Endspiele
| Saison | Sieger          |   | Zweiter     | Endergebnis |
| ------ | --------------- | - | ----------- | ----------- |
| 2010   | Lakena United B | – | FC Tofaga B | 2:1         |
| 2011   | FC Tofaga B     | – | Tamanuku B  | 4:0         |
| 2012   | FC Tofaga B     | – | Nauti FC B  | 3:0         |
| 2013   | Lakena United B | – | FC Tofaga B | 3:1         |

#### Statistik
| Verein        | Siege | Jahre      |
| Lakena United | 2     | 2010, 2013 |
| FC Tofaga     | 2     | 2011, 2012 |

## Frauen
Der Wettbewerb für Frauen wird seit 2013 ausgetragen.

### Endspiele
| Saison | Sieger    |   | Zweiter  | Endergebnis |
| ------ | --------- | - | -------- | ----------- |
| 2013   | FC Tofaga | – | Nauti FC | 1:0         |

### Statistik
| Verein    | Siege | Jahre |
| FC Tofaga | 1     | 2013  |